# 신아오모리역
신아오모리역(일본어: 新青森駅, しんあおもりえき 신아오모리에키[*])은 일본 아오모리현 아오모리시에 위치한 동일본 여객철도 소속 철도역이며, 2010년 12월 4일에 연장 개통된 도호쿠 신칸센의 종착역이자, 오우 본선의 정차역이다. 또한 2016년 3월 26일에 개통된 홋카이도 신칸센의 기점으로 자리잡는 철도역이다. 이 역과 아오모리 역 간 구간에는 자유석을 이용하는 경우에 한하여 특급요금을 징수하지 않는다. (즉 보통열차를 타던 특급열차를 타던 같은 요금을 징수한다.)

## 타는 곳

### 재래선
| ■ 오우 본선 | 1 | (하행) | 아오모리・하코다테 방면 |
| ■ 오우 본선 | 2 | (상행) | 히로사키・아키타 방면   |

### 신칸센
| 11・12 | 도호쿠 신칸센   | (상행) | 모리오카 ・센다이・도쿄 방면                      |
| 13・14 | 도호쿠 신칸센   | (상행) | (신아오모리 역 시발) 모리오카 ・센다이・도쿄 방면 |
| 13・14 | 홋카이도 신칸센 | (하행) | 신하코다테호쿠토 방면                             |

## 역사
신아오모리 역은 1986년 11월 1일에 일본국유철도의 역으로 개업하였다. 1987년 4월 1일 일본국유철도가 민영화가 됨에 따라, JR 동일본 소속이 되었다. 새로운 역 건물의 건설은 2007년 6월에 시작되었으며, 2010년에 새로운 건물이 완공되었다. 2010년 12월 4일 도호쿠 신칸센이 이 역까지 연장되었으며, 2016년에는 홋카이도 신칸센이 이 역부터 신하코다테호쿠토역까지 연장되었다.

## 사진

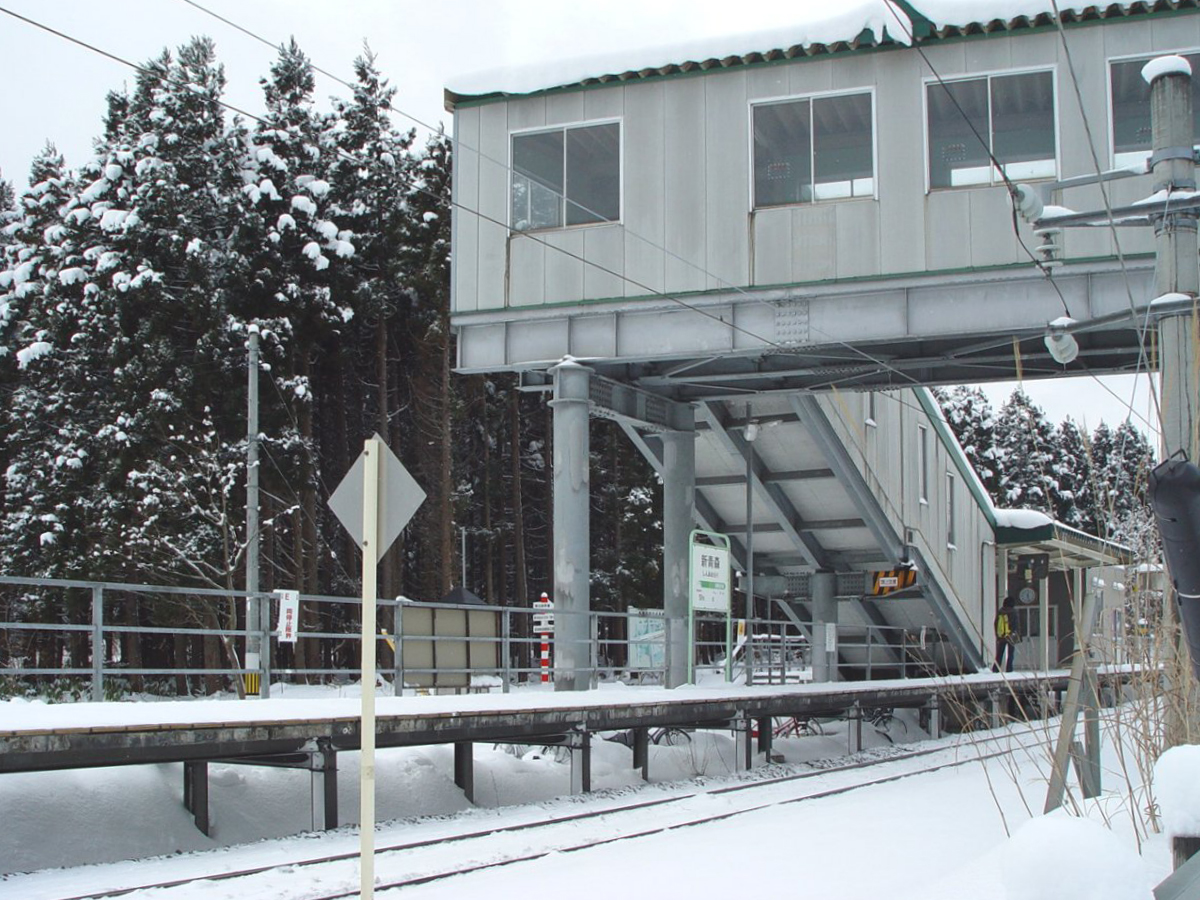
재건축 이전의 신아오모리 역. 2003년 1월 촬영.
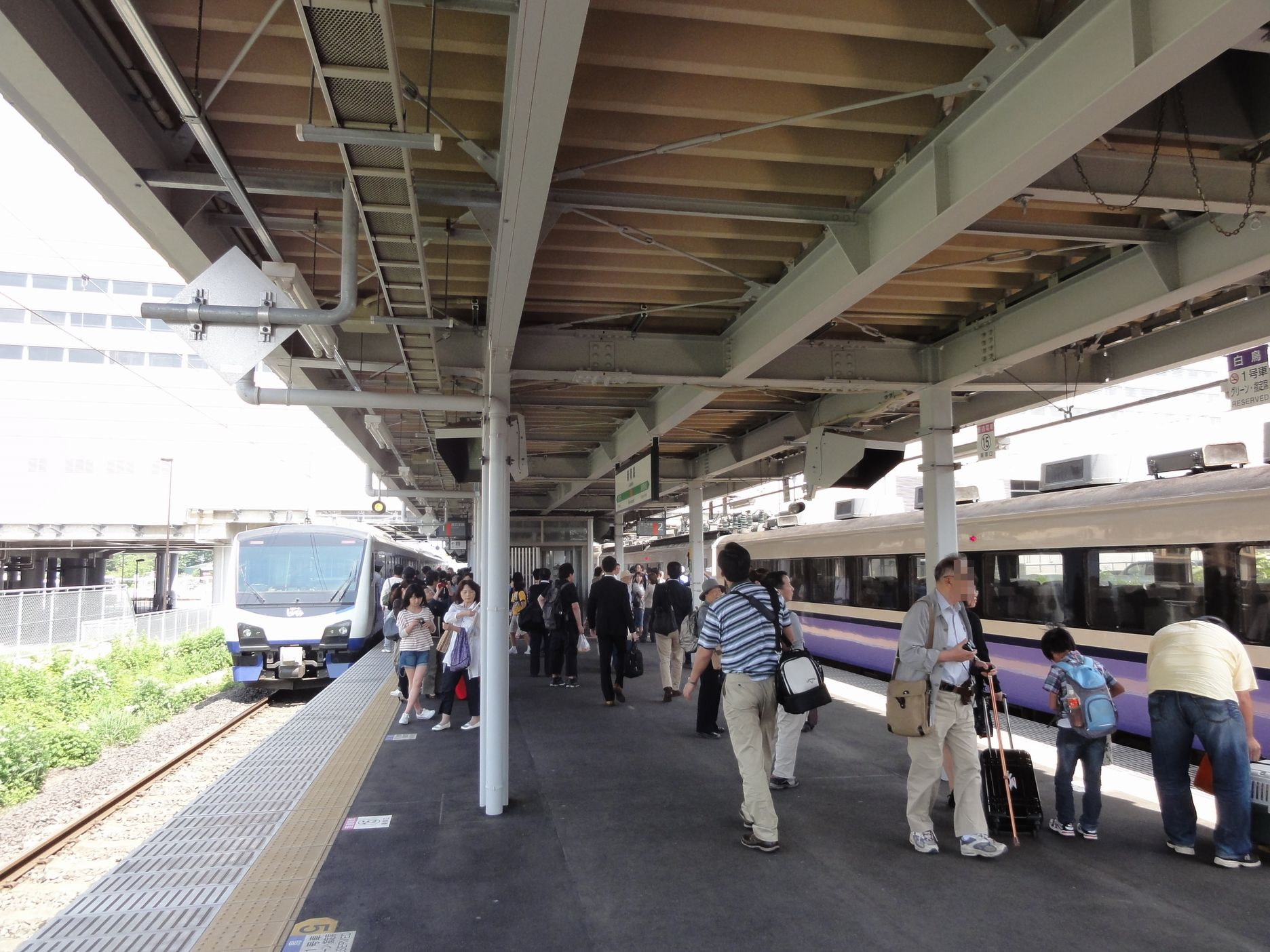
재건축 이후의 신아오모리 역 오우 본선 승강장. 2011년 6월 촬영
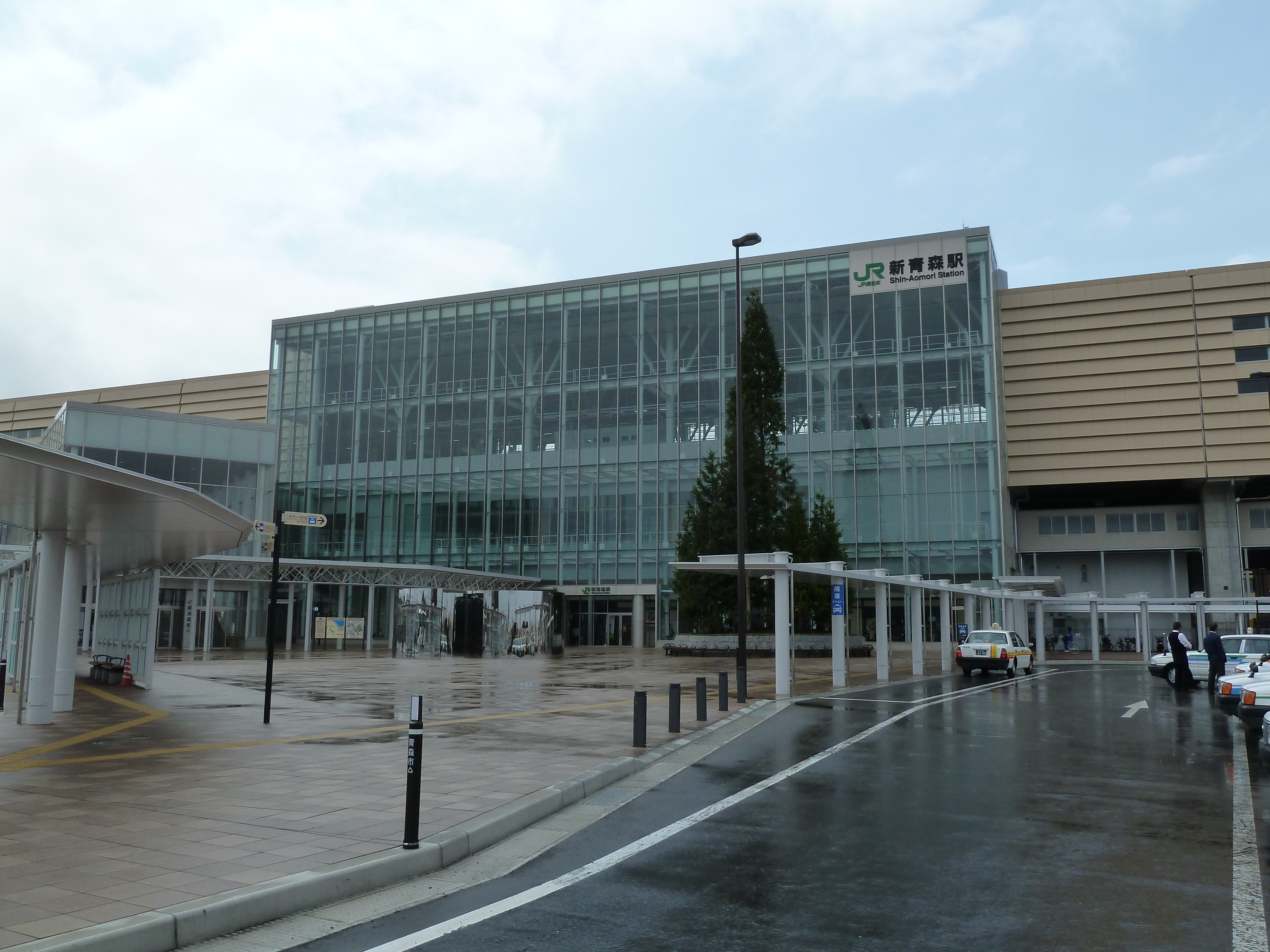
재건축 이후의 신아오모리 역 전면
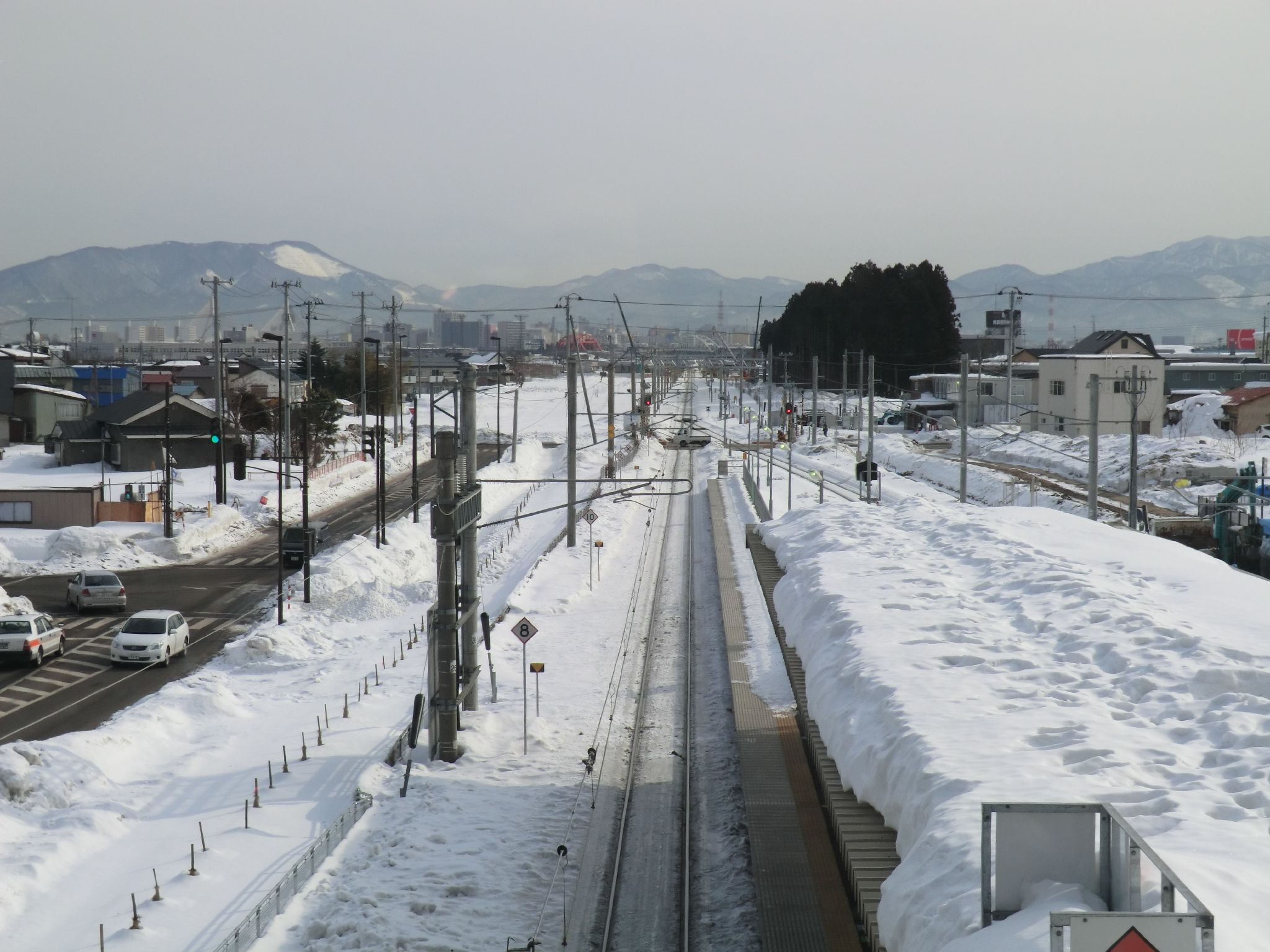
신아오모리 역 주변의 선로

## 역 주변
- 아오모리 현립 미술관
- 아오모리니시 고등학교
- 신조 초등학교

## 인접역
| 동일본 여객철도·홋카이도 여객철도 도호쿠·홋카이도 신칸센 | 동일본 여객철도·홋카이도 여객철도 도호쿠·홋카이도 신칸센 | 동일본 여객철도·홋카이도 여객철도 도호쿠·홋카이도 신칸센 |
| -------------------------------------------------------- | -------------------------------------------------------- | -------------------------------------------------------- |
| 시치노헤토와다 도쿄 방면                                 | 도호쿠 신칸센 · 홋카이도 신칸센 "하야부사", "하야테"     | 오쿠쓰가루이마베쓰 신하코다테호쿠토 방면                 |
| 동일본 여객철도 오우 본선                                |                                                          |                                                          |
| 히로사키 아키타 방면                                     | ■특급 "쓰가루"                                           | 아오모리 방면                                            |
| 쓰가루신조 히로사키 ･ 아키타 방면                        | ■ 쾌속 ･ 보통                                            | 아오모리 방면                                            |